# Zoológico de Magnetic Hill
El Zoológico de Magnetic Hil (en inglés: Magnetic Hill Zoo; en francés: le Zoo de Magnetic Hill) es un parque de 40 acres (16 hectáreas) situado junto a Magnetic Hill y la montaña mágica en el Área de Magnetic Hill de Moncton, Nuevo Brunswick al este de Canadá. El zoológico cuenta con más de 400 animales, lo que lo convierte en el zoológico más grande de Canadá atlántico. En 2008, el zoológico fue clasificado cuarto en la lista de los diez mejores zoológicos de ese país.
El zoológico ha sido acreditado miembro de la Asociación Canadiense de Zoológicos y Acuarios (CAZA) desde 1993.
El Zoológico de Magnetic Hill comenzó como el Magnetic Hill Game Farm en 1953. Originalmente, el espacio fue el hogar de especies nativas huérfanas y heridas como búhos, osos y venados. La ciudad de Moncton se hizo cargo del parque en 1979 y comenzó la adquisición de las especies más exóticas que sirvieron como catalizador para el cambio de nombre del lugar a «Zoológico de Magnetic Hill».